# Partie pétreuse de l'os temporal
La partie pétreuse de l'os temporal (ou rocher ou os pétreux ou partie pierreuse) est la partie de l'os temporal qui se situe sous l'écaille et en dedans de la partie tympanique de l'os temporal.
Dans sa masse osseuse se trouve la cavité tympanique et l'organe vestibulaire.
Le terme de rocher peut être ambigu : pour certains auteurs il désigne la partie de l'os temporal qui a la même point d'ossification embryologique correspondant à l'os pétreux ; pour d'autres auteurs, il inclut également la partie tympanique de l'os temporal issu de l'os tympanal. Cet article ne traite pas la partie tympanique.

## Description
La partie pétreuse de l'os temporal est en forme de pyramide quadrangulaire oblique en avant et en dedans dont la base est fusionnée avec les surfaces endocrânienne de l'écaille et de la portion mastoïdienne de l'os temporal.
Elle présente deux faces endocrâniennes, deux faces exocrâniennes, quatre bords et un sommet

### Faces endocrâniennes

#### Face antérieure de la partie pétreuse de l'os temporal
La face postérieure de la partie pétreuse de l'os temporal (ou face antéro-supérieure du rocher) se situe dans la fosse crânienne moyenne. Elle est située entre le bord supérieur de la partie pétreuse en dedans et la fissure pétro-squameuse, vestige de la fusion entre l'os pétreux et l'os squamosal, en dehors.
Le toit du canal semi-circulaire supérieur marque un relief en arrière : l'eminentia arcuata. En avant et en dehors de ce relief le tegmen tympani constitue le toit de la cavité tympanique. Celui-ci forme une paroi osseuse mince parcourue par la fissure pétro-squameuse car sa partie latérale est formée par l'écaille de l'os temporal.
A l'avant apparait le hiatus du canal du nerf grand pétreux pour le passage du nerf grand pétreux et de la branche pétreuse de l'artère méningée moyenne. ainsi que le hiatus du canal du nerf petit pétreux pour le nerf petit pétreux. A l'avant de ces hiatus, l'empreinte trigéminale logeant le cavum de Meckel abritant le ganglion trigéminal.

#### Face postérieure de la partie pétreuse de l'os temporal
La face postérieure de la partie pétreuse de l'os temporal (ou face postéro-supérieure du rocher) se situe dans la fosse crânienne postérieure. Elle est limitée par le bord supérieur et le bord postérieur de la partie pétreuse.
Elle est perforée par le pore acoustique interne qui ouvre le méat acoustique interne qui forme un conduit osseux d'environ 1 cm de longueur pour le passage du nerf facial, du nerf vestibulocochléaire et de l'artère du labyrinthe.
Au dessus et en arrière se trouve la fossa subarcuata qui s'ouvre sur le canalicule vestibulaire. Encore en arrière se trouve le foramen de l'aqueduc du vestibule.

### Face exocrânienne ou face inférieure de la partie pétreuse de l'os temporal
La face inférieure de la partie pétreuse de l'os temporal exocrânienne peut se diviser en deux parties : une face antéro-inférieure et une face postéro-inférieure.

#### Face postéro-inférieure du rocher
La face postéro-inférieure du rocher est limité par le bord inférieur et le bord postérieur de la partie pétreuse.
Elle présente le foramen mastoïdien passage du nerf facial et le processus styloïde point d'insertion du bouquet de Riolan (ligaments stylo-mandibulaire et stylo-hyoïdien, muscles stylo-hyoïdien, stylo-pharyngien et stylo-glosse).
Médialement, la facette jugulaire s'articule avec le processus jugulaire de l'os occipital et à l'avant la fosse jugulaire forme la paroi externe du foramen jugulaire.
A l'avant du processus styloïde se trouve l'orifice externe ou inférieur du canal carotidien laissant passer l'artère carotide interne et qui ressort au sommet de la pyramide pétreuse par l'orifice interne ou antérieur du canal carotidien.

#### Face antéro-inférieure du rocher
La face antéro-inférieure exocrânienne présente une partie postérieure ou tympanique entre la fissure tympano-squameuse et le bord inférieur de la pyramide pétreuse, qui forme la paroi antérieure du méat acoustique externe.
Elle présente également une partie antérieure ou pétreuse entre le bord antérieur et le bord inférieur de la pyramide pétreuse qui s'articule avec le bord postérieur de la grande aile de l'os sphénoïde formant la suture sphéno-pétreuse.

### Bords et apex

#### Bord supérieur
Le bord supérieur de la pyramide pétreuse entre les faces antérieure et postérieure de la partie pétreuse est oblique en avant, en dedans et en haut. Il présente deux échancrures pour le passage des nerfs trijumeau et abducens.
Le sillon (ou gouttière) du sinus pétreux supérieur loge le sinus pétreux supérieur. La grande circonférence de la tente du cervelet s’insère de chaque côté de ce sillon.

#### Bord inférieur
Le bord inférieur de la pyramide pétreuse entre les faces postéro-inférieure et antéro-inférieure du rocher présente une partie postérieure tympanique, tranchante, et une partie antérieure pétreuse qui possède un sillon laissé par la trompe d'Eustache.

#### Bord antérieur
Le bord antérieur de la pyramide pétreuse entre la face antérieure et antéro-inférieure du rocher forme un angle avec l'écaille. Il s'articule avec le bord postérieur de la grande aile de l'os sphénoïde sauf son extrémité antérieure qui forme le foramen déchiré

#### Bord postérieur
Le bord postérieur de la pyramide pétreuse entre la face postérieure de la partie pétreuse et la face antéro-inférieure du rocher dans sa partie moyenne contribue à la limite du foramen jugulaire et de la fissure pétro-occipitale en formant l'incisure jugulaire (ou échancrure jugulaire).
De chaque côté  de l'incisure, il s'articule par son bord occipital aux bords mastoïdiens de l’écaille de l'occipital.
Une empreinte laissée par le sinus pétreux inférieur est visible, ainsi que l'empreinte du ganglion inférieur du nerf glossopharyngien : la fossette pétreuse.

#### Apex
Le sommet de la pyramide pétreuse répond au foramen déchiré et s'encastre entre la grande aile et le corps du sphénoïde et présente l'orifice interne du canal carotidien.

## Anatomie comparée
La partie pétreuse est une partie où l'ADN est préservé sur les squelettes anciens comme dans la couche du cément des racines des dents. Les os pétreux sont maintenant le site squelettique le plus largement utilisé pour l'étude de l'ADN ancien.

## Galerie

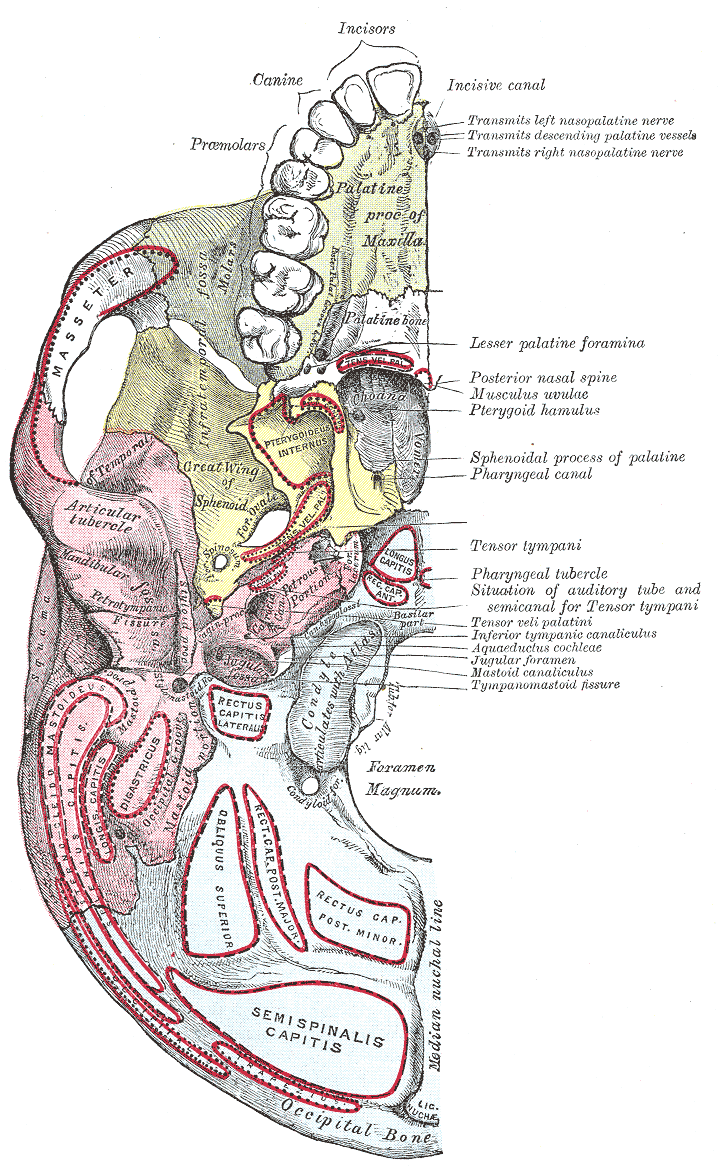
Base du crâne (face exocrânienne).
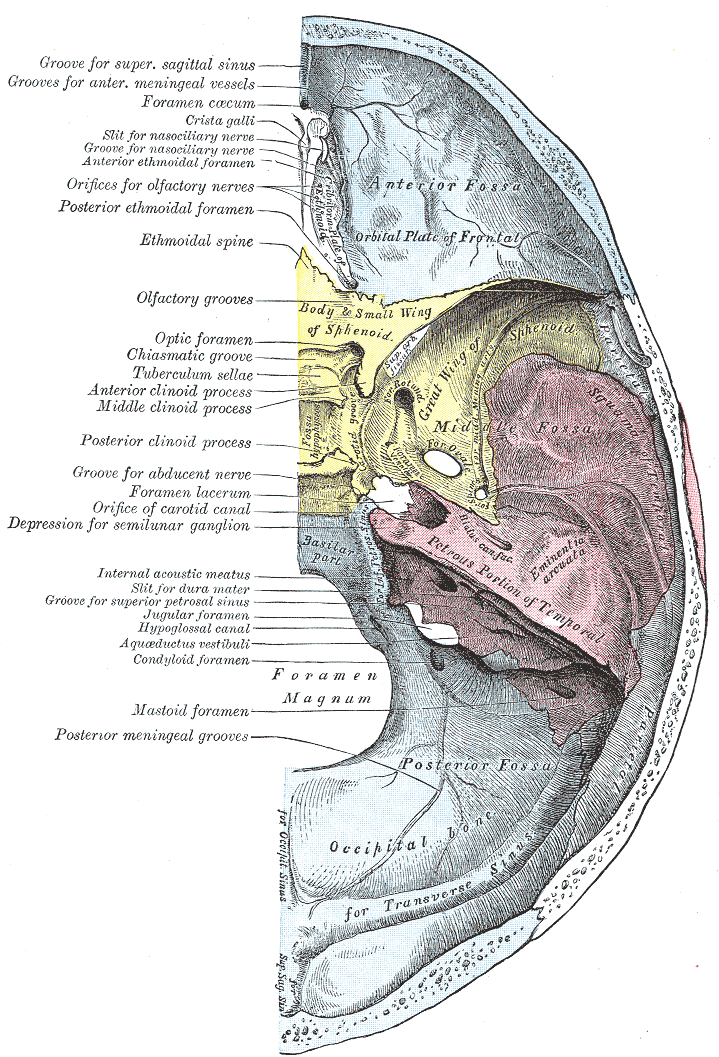
Base du crâne (face endocrânienne).
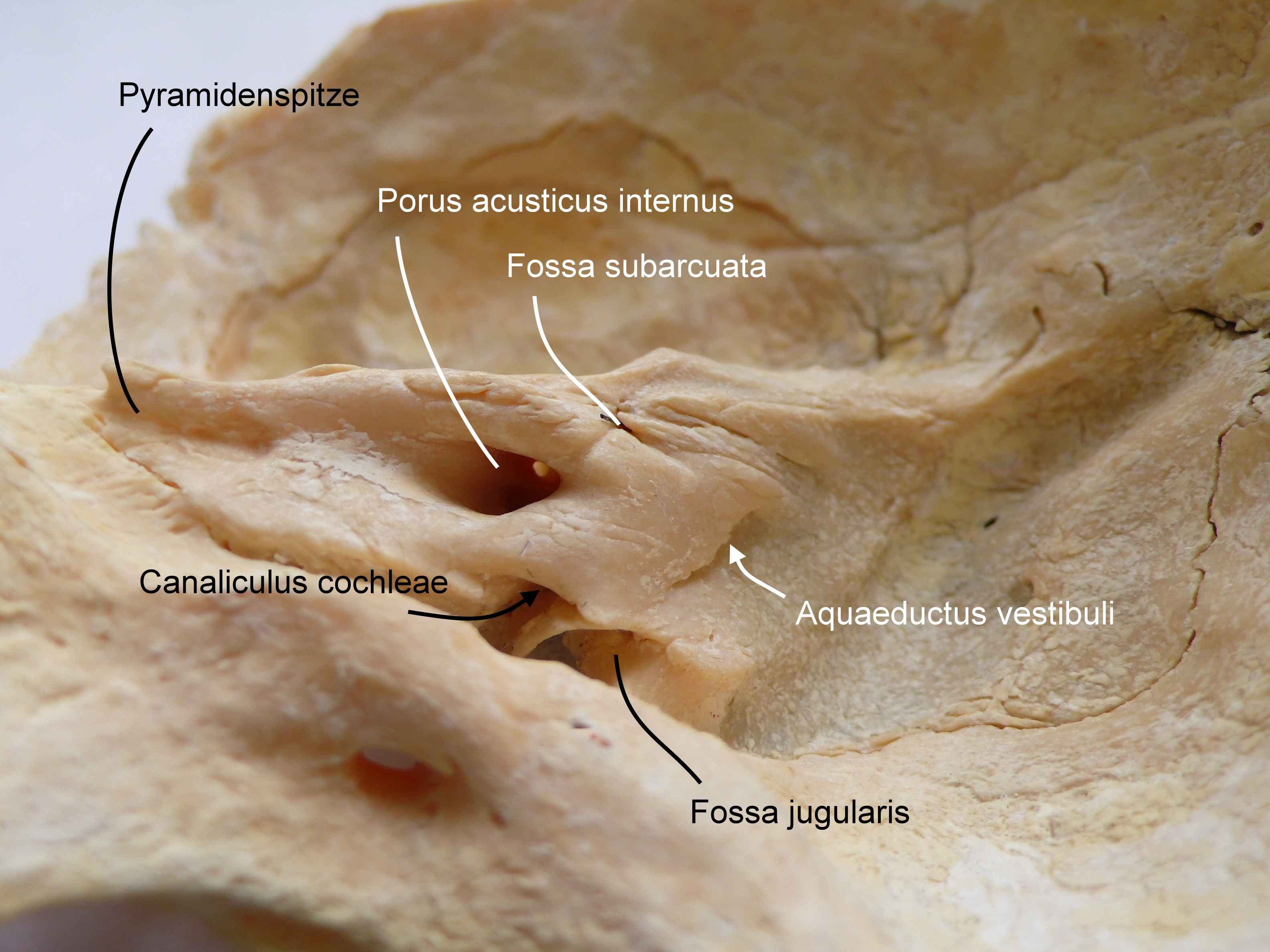
L'os temporal
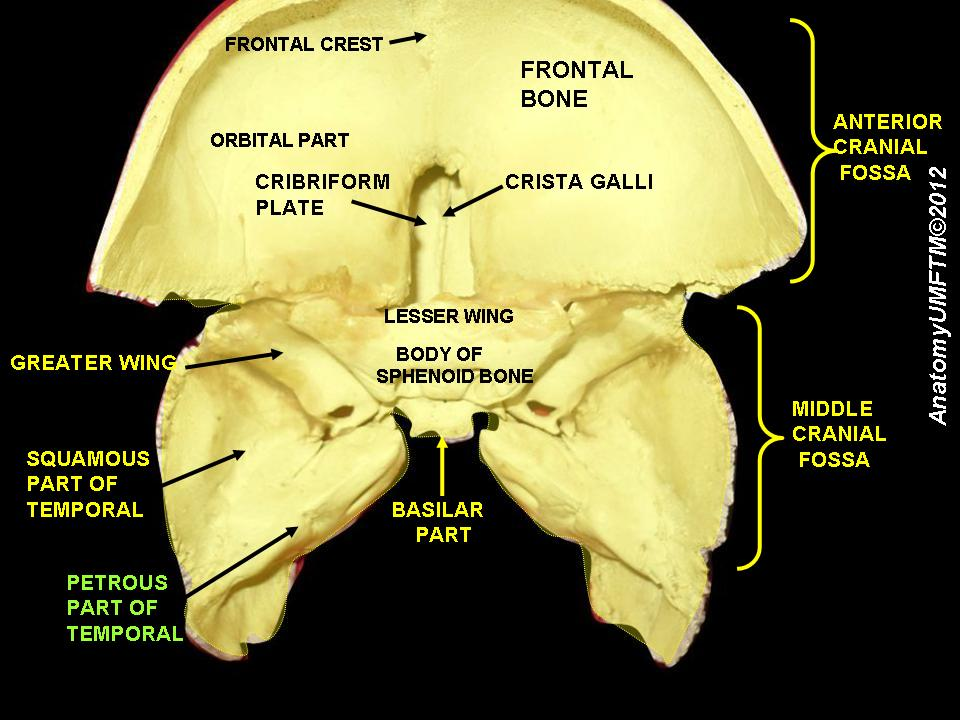
Partie pétreuse de l'os temporal
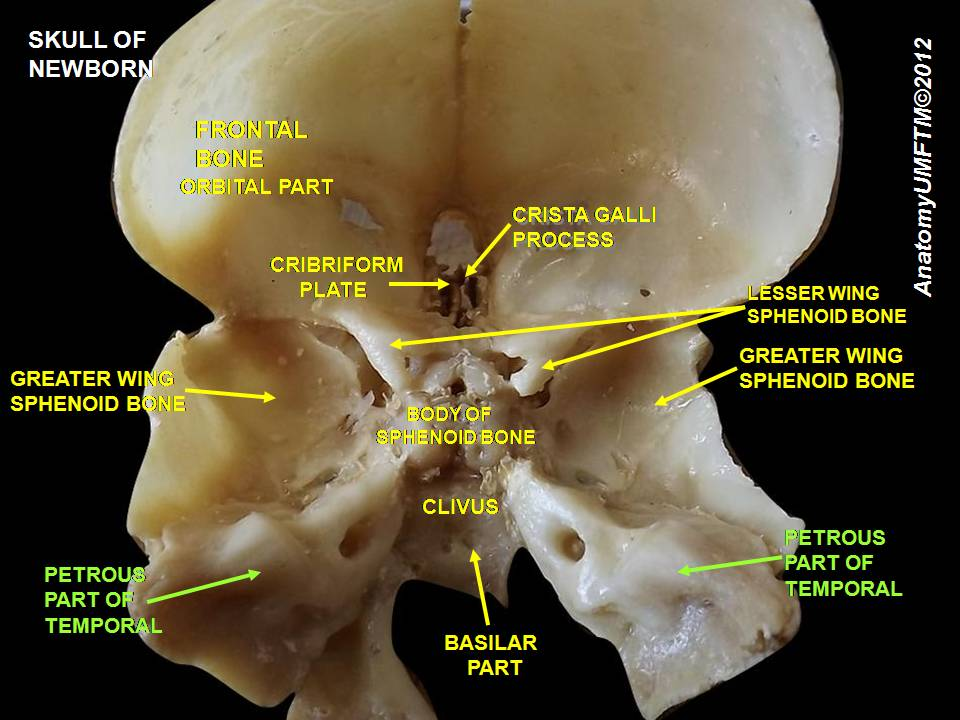
Partie pétreuse de l'os temporal